# 한국 한자음
한국 한자음(韓國漢字音)은 한국어에서의 한자 소리를 이른다. 한국 한자음은 중국어의 한자 소리에 뿌리를 두고 있으며, 하나의 한자에 한 가지 소리가 주어지는 것이 원칙이지만, 두 가지 이상의 소리로 읽는 예외도 있다.

## 역사와 자료
훈민정음이 창제되기 전까지는 표음 문자에 의한 한국어 표기법이 없었기 때문에 한자가 실제로 어떻게 발음되었는지 알기가 어렵다. 그 중에서 고대 한국어의 한자음을 추정하는 실마리가 되는 것이 향찰, 구결, 이두와 같은 차자 표기이며, 다른 하나는 사서에 등장하는 지명및 인명등을 동 시대 중국의 한자음을 통해 재구해 보는 방법이다. 예를 들면 『삼국사기』의 왕명인 '奈勿王'의 이표기가 '那密王'으로 나타나는 것으로 보아, 고대 한국어의 한자음에서는 '勿'(微母物韻)과 '密(明母質重紐三等)'이 동음관계였음을 추측할 수 있다. 한국어 한자 발음은 일본어 한자 발음처럼 현재 중국어 한자 발음과는 다르게 옛 시대 한자 발음인 것을 알 수 있다. 한국어 한자 발음과 일본어 한자 발음은 현재 중국 남부 지역 즉 광둥성과 복건성 등지의 발음과 비슷하다. 이것은 중국 역사에서 동북방에 있던 이민족들이 중국 한족들을 공격해 정복하여 한족들은 중국 남부에 쫓겨나게 되었고 그렇기 화남에 중국 남조를 건국했다. 그렇기 때문에 이민족의 무대였던 화북 중국어 한자 발음보다 중국 남부 지역 즉 화남 지역 광둥어, 복건성 등의 발음이 한국 한자음과 비슷하다. 또한 금·원나라 당시의 영향으로 통역관이 기존 한자음으로는 통역할 수 없어 새롭게 도입함에 따라 고대 한자음의 시기는 막을 내린다.
한편, 치두음에서 /i/를 만나는 운모에서 ウ행으로 표기되거나 泰合모·海모에서 'ウイ'가 된다는 점으로 보았을 때 한국 한자음도 각각 'ㆍ'와 'ㅚ'로 표기되기 때문에 일본 한자음에서의 '송음'과 유사하다.
1443년에 표음 문자인 훈민정음이 만들어지면서 한국어의 형태가 문자로 표기되었으나, 15세기에는 동국정운식 한자음으로 표기되었는데, 동국정운식 한자음은 현실한자음과는 괴리가 있는 한자음체계였기 때문에, 한국한자음 연구의 직접적인 자료로는 사용되지 않는다.
현실 한자음이 문헌에서 처음으로 나타난 것은 《육조법보단경 언해(六祖法寶壇經諺解)》와 《진언권공삼단식문 언해(眞言勤供三壇施食文諺解)》(1496년)이다. 그 이후 현실 한자음에 의한 한자음 표시가 일반화된다. 최세진이 지은 한자 학습서인 《훈몽자회(訓蒙字會)》(1527년)도 현실 한자음에 의해 한자음이 표기되었다.
이러한 제약 때문에 한국한자음은 중세 한국어 시대의 한자음 이후부터 그 전체적인 모습을 볼 수 있다.

## 한국 한자음의 음운 체계와 특징
여기서는 현대 한국어의 한자음에 관해 그 체계와 특징을 개관한다.

### 초성
현대 한국어의 초성은 19가지다. 그중 한자어 초성으로 사용되는 것은 15가지다. 표에서 <> 표로 표시된 소리는 한자음에 나타나지 않는 것이다.
|          |        | 양순음 | 치경음 | 치경음 | 경구개음 | 연구개음 | 성문음 |
| 폐쇄음   | 마찰음 | 양순음 |        |        | 경구개음 | 연구개음 | 성문음 |
| -------- | ------ | ------ | ------ | ------ | -------- | -------- | ------ |
| 장 애 음 | 평음   | ㅂ     | ㄷ     | ㅅ     | ㅈ       | ㄱ       | ㅇ     |
| 장 애 음 | 격음   | ㅍ     | ㅌ     |        | ㅊ       | ㅋ       | ㅎ     |
| 장 애 음 | 경음   | <ㅃ>   | <ㄸ>   | ㅆ     | <ㅉ>     | ㄲ       |        |
| 비음     | 비음   | ㅁ     | ㄴ     |        |          |          |        |
| 유음     | 유음   |        | ㄹ     |        |          |          |        |

한국 한자음의 초성에서 장애음은 거의 대부분이 평음 또는 격음이다. 초성이 경음인 한자음은 아래 세 자밖에 없다. 그러나 이것도 중세 한국어에서는 평음으로 나타났으며 현대어에 이르는 과정에서 경음화된 것이다.
- ㅆ: 쌍(雙), 씨(氏)
- ㄲ: 끽(喫)

‘ㄷ, ㅌ’은 모음 ‘ㅣ’(반모음 /j/ 포함)와 결합되지 않는다. 또 ‘ㅅ, ㅈ, ㅊ’은 반모음 /j/와 결합되지 않는다. 다만 중세 한국어에서는 그것들이 가능했다. 전자의 경우, 예를 들어 ‘田’자 소리는 ‘뎐’이었는데 근대 한국어 시기에 구개음화가 일어나 ‘젼’이 되며 현대 한국어에 이르는 과정에서 ‘전’이 된 것이다.
| 한자 | 과거 | 현재 |
| ---- | ---- | ---- |
| 低級 | 뎌급 | 저급 |
| 田畓 | 뎐답 | 전답 |
| 鳥獸 | 됴슈 | 조수 |
| 調停 | 됴뎌ᇰ | 조정 |
| 黈纊 | 듀과ᇰ | 주광 |
| 地球 | 디구 | 지구 |
| 弟子 | 뎨ᄌᆞ | 제자 |
| 佚蕩 | 딜타ᇰ | 질탕 |

| 한자 | 과거 | 현재 |
| ---- | ---- | ---- |
| 天地 | 텬디 | 천지 |
| 鐵道 | 텰도 | 철도 |
| 聽衆 | 텨ᇰ쥬ᇰ | 청중 |
| 貂尾 | 툐미 | 초미 |
| 髑髏 | 툑루 | 촉루 |
| 體裁 | 톄ᄌᆡ | 체재 |

한편 대한민국에서는 두음법칙에 의해 어두에 오는 '냐, 녀, 뇨, 뉴, 니, 녜'는 '야, 여, 요, 유, 이, 예'로, '랴, 려, 료, 류, 리, 례'는 '야, 여, 요, 유, 이, 예'로, '라, 로, 루, 르, 래, 뢰'는 '나, 노, 느, 내, 뇌'로 적는다. 조선민주주의인민공화국에서는 두음법칙을 인정하지 않아 그대로 쓴다.
| 한자 | 두음법칙 비적용 (과거 포함) | 두음법칙 적용 (현재) |
| ---- | --------------------------- | -------------------- |
| 女子 | 녀ᄌᆞ                        | 여자                 |
| 寧邊 | 녀ᇰ변                        | 영변                 |
| 尿道 | 뇨도                        | 요도                 |
| 衄血 | 뉵혈                        | 육혈                 |
| 泥土 | 니토                        | 이토                 |
| 禰廟 | 녜모                        | 예모                 |

| 한자 | 비적용 (과거 포함) | 적용 (현재) |
| ---- | ------------------ | ----------- |
| 良心 | 랴ᇰ심               | 양심        |
| 歷史 | 력ᄉᆞ               | 역사        |
| 料理 | 료리               | 요리        |
| 流水 | 류슈               | 유수        |
| 李花 | 리화               | 이화        |
| 禮義 | 례의               | 예의        |

| 한자 | 비적용 (과거 포함) | 적용 (현재) |
| ---- | ------------------ | ----------- |
| 樂園 | 락ᅌᅯᆫ               | 낙원        |
| 老人 | 로ᅀᅵᆫ               | 노인        |
| 樓閣 | 루각               | 누각        |
| 陵墓 | 르ᇰ묘               | 능묘        |
| 來日 | ᄅᆡᅀᅵᆯ               | 내일        |
| 雷聲 | 뢰셔ᇰ               | 뇌성        |

### 중성
한국어의 중성(모음, 반모음+모음, 이중 모음) 21 가지 중 한자음에 나타나지 않는 것은 ‘ㅒ’ 한 가지뿐이다.
| 단모음    | ㅏ | ㅓ | ㅗ | ㅜ | ㅡ | ㅣ | ㅐ   | ㅔ | ㅚ | ㅟ |
| /j/＋모음 | ㅑ | ㅕ | ㅛ | ㅠ |    |    | <ㅒ> | ㅖ |    |    |
| /w/＋모음 | ㅘ | ㅝ |    |    |    |    | ㅙ   | ㅞ |    |    |
| 이중 모음 |    |    |    |    | ㅢ |    |      |    |    |    |

초성과 중성 또는 중성과 종성의 결합에는 제약이 있는 것이 있다.
- 'ㅅ, ㅈ, ㅊ'을 첫소리로 삼는 'ㅑ, ㅕ, ㅛ, ㅠ'는 'ㅏ, ㅓ, ㅗ, ㅜ'로 적는다.

| 한자 | 과거         | 현재 |
| ---- | ------------ | ---- |
| 社會 | 샤회         | 사회 |
| 書類 | 셔류         | 서류 |
| 少年 | 쇼년         | 소년 |
| 水石 | 슈셕         | 수석 |
| 長安 | 댜ᇰ(->쟈ᇰ)안   | 장안 |
| 鄭重 | 뎌ᇰ듀ᇰ(->져ᇰ쥬ᇰ) | 정중 |
| 朝鮮 | 됴(->죠)션   | 조선 |
| 中心 | 듀ᇰ(->쥬ᇰ)심   | 중심 |
| 車輪 | 챠륜         | 차륜 |
| 妻子 | 쳐ᄌᆞ         | 처자 |
| 樵夫 | 쵸부         | 초부 |
| 秋收 | 츄슈         | 추수 |

- '계, 례, 몌, 폐, 혜'는 본음대로 적고, '셰, 졔, 쳬'의 ㅖ는 ㅔ로 적는다.

| 한자 | 과거 | 잘못 | 바름 |
| ---- | ---- | ---- | ---- |
| 桂樹 | 계슈 | 게수 | 계수 |
| 肺腑 | 폐부 | 페부 | 폐부 |
| 惠澤 | 혜ᄐᆡᆨ | 헤택 | 혜택 |
| 連袂 | 련몌 | 연메 | 연몌 |

| 한자 | 과거 | 현재 |
| ---- | ---- | ---- |
| 世界 | 셰ᄀᆡ | 세계 |
| 制度 | 졔도 | 제도 |
| 滯留 | 쳬류 | 체류 |

- 'ㅈ, ㅊ, ㅅ'을 첫소리로 삼는 'ㅡ'를 가진 자음은 본음대로 내는 것을 원칙으로 삼고 특별한 경우에 한하여 예외를 둔다.

| 한자 | 과거 | 현재 |
| ---- | ---- | ---- |
| 膝下 | 실하 | 슬하 |
| 習慣 | 십관 | 습관 |
| 勝利 | 스ᇰ리 | 승리 |
| 卽時 | 즉시 | 즉시 |
| 證人 | 즈ᇰᅀᅵᆫ | 증인 |
| 曾祖 | 즈ᇰ조 | 증조 |
| 測量 | 측랴ᇰ | 측량 |
| 層階 | 츠ᇰᄀᆡ | 층계 |

| 한자 | 과거 | 잘못 | 바름 |
| ---- | ---- | ---- | ---- |
| 琴瑟 | 금슬 | 금슬 | 금실 |
| 叱責 | 즐ᄎᆡᆨ | 즐책 | 질책 |
| 編輯 | 편집 | 편즙 | 편집 |
| 法則 | 법즉 | 법즉 | 법칙 |
| 襯衣 | 츤의 | 친의 | 츤의 |

- 'ㅁ, ㅂ, ㅍ'을 첫소리로 삼는 'ㅡ'를 가진 자음은 그 모음을 ㅜ로 내는 것을 원칙으로 삼는다.

| 한자 | 과거 | 현재 |
| ---- | ---- | ---- |
| 墨畵 | 믁화 | 묵화 |
| 北極 | 븍극 | 북극 |
| 朋友 | 브ᇰ우 | 붕우 |
| 品質 | 픔질 | 품질 |

- '의, 희'의 자음은 본음대로 내는 것을 원칙으로 삼는다

| 한자 | 과거 | 현재 |
| ---- | ---- | ---- |
| 醫員 | 의ᅌᅯᆫ | 의원 |
| 主義 | 쥬의 | 주의 |
| 希望 | 희마ᇰ | 희망 |
| 遊戱 | 유희 | 유희 |

- '긔, 븨, 싀, 츼'의 자음은 '기, 비, 시, 치'로 적는다.

| 한자 | 과거 | 현재 |
| ---- | ---- | ---- |
| 汽車 | 긔챠 | 기차 |
| 日氣 | ᅀᅵᆯ긔 | 일기 |
| 困憊 | 곤븨 | 곤비 |
| 柴炭 | 싀탄 | 시탄 |
| 輜重 | 츼듀ᇰ | 치중 |

- 'ᄉᆔ, ᄎᆔ'의 자음은 '쉬 취'로 적는다.

| 한자 | 과거 | 현재 |
| ---- | ---- | ---- |
| 淬礪 | ᄉᆔ려 | 쉬려 |
| 醉客 | ᄎᆔᄀᆡᆨ | 취객 |

‘ㅐ, ㅔ’는 현대 한국어에서 각각 단모음 [ɛ], [e]로 발음되지만 중세 한국어에서는 문자 구성대로 이중 모음 [ai], [əi]로 발음되었다고 추정된다. 즉 ‘太’의 한자음 ‘태’는 중세 한국어에서 [tʰai]였다고 추정되는데 그것은 중국 한자음 [tʰai]의 반영이며 일본 한자음 タイ(tai)와도 대응 관계가 있다. 이중 모음은 근대 한국어 시기에 단모음화된다. 또한 'ㆍ, ㆎ'는 완전히 버리고 'ㅏ, ㅐ'로 통일하여 표기한다.
| 한자 | 과거 | 현재 |
| ---- | ---- | ---- |
| 懇親 | ᄀᆞᆫ친 | 간친 |
| 渤海 | ᄇᆞᆯᄒᆡ | 발해 |
| 思想 | ᄉᆞ샹 | 사상 |
| 子女 | ᄌᆞ녀 | 자녀 |

| 한자 | 과거 | 현재 |
| ---- | ---- | ---- |
| 改良 | ᄀᆡ량 | 개량 |
| 內外 | ᄂᆡ외 | 내외 |
| 代用 | ᄃᆡ용 | 대용 |
| 每日 | ᄆᆡ일 | 매일 |
| 色彩 | ᄉᆡᆨ채 | 색채 |
| 愛惜 | ᄋᆡ석 | 애석 |
| 才能 | ᄌᆡ능 | 재능 |
| 冊子 | ᄎᆡᆨᄌᆞ | 책자 |
| 胎母 | ᄐᆡ모 | 태모 |
| 海邊 | ᄒᆡ변 | 해변 |

### 종성
한국어에는 7가지 종성이 있는데 이들 중 ‘ㄷ’을 제외한 6가지가 한자음으로 사용된다. (예외: 串 곶)
|        | 양순음 | 치경음 | 연구개음 |
| ------ | ------ | ------ | -------- |
| 장애음 | ㅂ     | <ㄷ>   | ㄱ       |
| 비음   | ㅁ     | ㄴ     | ㅇ       |
| 유음   |        | ㄹ     |          |

중성과의 결합에서 제약이 있는 경우가 있다. 예를 들면 종성 ‘ㅂ, ㅁ’은 중성 ‘ㅗ, ㅜ’와 결합되지 않는다.(예외, 品,稟은 원음인 "픔"이 원순모음화가 일어나 품이 되어 ㅁ과 결합된다.)

### 장모음
중세 한국어에는 고조(高調)와 저조(低調)로 이뤄진 변별적인 높낮이 악센트 체계가 있었으며 저조(평성), 고조(거성), 저고조(상성)의 세 가지 유형이 있었다. 한자어에서는 저조, 고조, 저고조 모두가 나타났다. 중세 한국어 악센트 체계는 근대 한국어에 와서 붕괴, 소멸된다. 그중에서 저조와 고조의 복합인 저고조는 저조나 고조에 비해 소리의 길이가 두 배였기 때문에 악센트가 사라진 후에 장모음으로서 그 흔적을 남겼다.
- 事 사 [saː]

### 속음
현행 자전에 아무 속음 규정이 없으나 속음 한가지로 읽는 자음은 그 발음을 따라 속음대로 적는다.
| 한자 | 잘못 | 바름 |
| ---- | ---- | ---- |
| 趣味 | 츄미 | 취미 |
| 印刷 | 인솰 | 인쇄 |
| 父母 | 부무 | 부모 |

두 홀소리 사이에서 'ㄴ'이 'ㄹ'로만 나는 것은 'ㄹ'로 적고, 'ㄹ'이 'ㄴ'으로만 나는 것은 'ㄴ'으로 적는다.
| 한자 | 잘못 | 바름 |
| ---- | ---- | ---- |
| 許諾 | 허낙 | 허락 |
| 大怒 | 대노 | 대로 |
| 會寧 | 회녕 | 회령 |
| 困難 | 곤난 | 곤란 |

| 한자 | 잘못 | 바름 |
| ---- | ---- | ---- |
| 議論 | 의론 | 의논 |

## 남북 분단과 한자음
대한민국(이하 ‘남’)과 조선민주주의인민공화국(이하 ‘북’) 사이에서 소리가 서로 다른 한자가 있다.
| 한자 | 남의 한자음 | 북의 한자음 |
| ---- | ----------- | ----------- |
| 醵   | 갹, 거      | 거          |
| 歪   | 왜          | 외          |
| 揭   | 게          | 계          |
| 姬   | 희          | 히          |

歪는 ‘외’라는 음이 있지만 쓰는 단어는 없으며 ‘왜곡’이라는 단어에서만 쓴다.
또 북에서 ‘讐’ 자 한자음 ‘수’는 ‘怨讐(원수)’라는 한자어에서만 ‘쑤’가 된다. 이것은 ‘怨讐’가 ‘元帥’와 같은 발음이 되는 것을 피하여 ‘怨讐’를 ‘원쑤’로 고친 결과로 추정된다.
한자음 ‘몌, 폐’는 북에서 ‘메, 페’가 된다. 이는 ‘몌, 폐’의 실제 발음(/메, 페/)에 따라 철자를 바꾼 것으로 추측된다.
한자어에서 어두에 ‘ㄹ’ 또는 ‘ㄴ’이 올 경우에 남의 표준 발음은 소리가 교체된다(두음 법칙). 어두의 ‘ㄹ’은 /i/ 또는 반모음 /j/ 앞에서 소리가 탈락되어 ‘ㅇ’이 되며 그 이외의 경우는 ‘ㄴ’으로 바뀐다. 북의 표준 발음은 어두의 ‘ㄹ, ㄴ’이 유지된다.
남북 사이의 차이에 관해서는 ‘한국어의 남북간 차이’ 중의 ‘ 한자어에 관한 표기 ’도 참조할 것.

## 중고음과의 관계
河野六郎(1979), 伊藤智ゆき(2007)를 바탕으로 중국 중고음과 중세 한국어의 한국 한자음의 대응 관계에 관해 개관한다.

### 성모
한국 한자음의 성모(聲母)는 대강 다음과 같이 나타난다.
|        | 전청    | 차청        | 전탁            | 차탁    |
| ------ | ------- | ----------- | --------------- | ------- |
| 순음   | 幫非 ㅂ | 滂敷 ㅍ, ㅂ | 並奉 ㅂ         | 明微 ㅁ |
| 설음   | 端知 ㄷ | 透徹 ㅌ     | 定澄 ㄷ         | 泥娘 ㄴ |
| 반설음 |         |             |                 | 来 ㄹ   |
| 치음   | 精照 ㅈ | 清穿 ㅊ     | 從牀 ㅅ, ㅈ, ㅊ |         |
| 치음   | 心審 ㅅ |             | 邪禪 ㅅ         |         |
| 반치음 |         |             |                 | 日 ㅿ   |
| 아음   | 見 ㄱ   | 溪 ㄱ       | 群 ㄱ           | 疑 ㅇ   |
| 후음   | 影 ㅇ   |             |                 | 喩 ㅇ   |
| 후음   | 曉 ㅎ   |             | 匣 ㅎ           |         |

중고음의 성모 가운데 장애음은 전청(全淸; 무성 무기음), 차청(次淸; 무성 유기음), 전탁(全濁; 유성음)의 세 계열이 있다. 중고음은 유기음/무기음의 대립과 함께 유성음/무성음의 대립이 있었다. 이에 반해 한국어 장애음은 유기음/무기음의 대립은 있지만 유성음/무성음의 대립이 한국어 자체에 없다. 따라서 유기음인 차청음은 같은 유기음인 격음에 대응되지만 전청음과 전탁음은 다 같이 평음에 대응하게 된다. 그러나 대응 관계는 꼭 정연한 것은 아니며 성모 종류, 운모와의 결합 등에 따라 다를 수 있다. 주된 특징은 다음과 같다.
- 계모(溪母)가 격음으로 나타나는 것은 쾌운(夬韻) ‘쾌’뿐이다.
- 견모(見母), 계모에서 ‘ㅎ’이 나타나는 예가 약간 있다.
  - 革 혁 〔見母〕, 恢 회 〔溪母〕
- 定母, 澄母가 격음 ‘ㅌ’으로 나타나는 경우가 있다.
  - 彈 탄 〔定母〕, 治 티 〔澄母〕
- 차청음은 중순음(重脣音)인 滂母가 원칙적으로 ‘ㅍ’으로 나타나며 경순음(輕脣音)인 敷母가 원칙적으로 ‘ㅂ’으로 나타난다.
- 순음과 치음에서 예외적인 대응 관계는 음절 구성이나 악센트의 종류에 따라 경향이 있다. 예를 들어 운모(韻母)가 ‘아, 예, 요, 일’과 같은 경우에는 전청(幫母, 非母), 전탁(並母, 奉母)이라도 원칙적으로 ‘ㅍ’으로 나타나는 데 반해 운모가 ‘악’과 같은 경우에는 차청(滂母, 敷母)이라도 원칙적으로 ‘ㅂ’으로 나타난다.
  - 波 파 〔幫母〕, 廢 폐 〔非母〕
  - 弊 폐 〔並母〕, 乏 핍 〔奉母〕
  - 拍 박
- 曉母, 匣母는 ‘ㄱ’으로 나타나는 경우가 많지만 이들은 유추의 결과이다.
  - 喝 갈 〔曉母〕, 暇 가 〔匣母〕
- 影母에서는 ‘區’를 해성부(諧聲符)로 하는 한자의 소리가 모두 ‘구’로 나타난다.
  - 歐毆嘔謳 구

### 운모
한국 한자음의 운은 개음(介音)이 없는 경우에 대강 다음과 같이 나타난다.
| 중국음 | 중국음                    | 한국음     | 한국음     |
| 중국음 | 중국음                    | 평상 거성  | 입성       |
| ------ | ------------------------- | ---------- | ---------- |
| 果攝   | 果攝                      | 아, 와     |            |
| 假攝   | 假攝                      | 아, 야     |            |
| 遇攝   | 模韻                      | 우, 오     |            |
| 遇攝   | 魚韻                      | 어, 여     |            |
| 遇攝   | 虞韻                      | 우, 유     |            |
| 蟹攝   | 咍韻·泰韻·皆韻· 佳韻·夬韻 | ᄋᆡ, 의     |            |
| 蟹攝   | 祭韻·齊韻·廢韻            | 예, 여     |            |
| 止攝   | 止攝                      | ᄋᆞ         |            |
| 效攝   | 效攝                      | 오, 요     |            |
| 流攝   | 流攝                      | 우, 유     |            |
| 咸攝   | 覃韻·談韻· 咸韻·銜韻      | 암         | 압         |
| 咸攝   | 鹽韻·添韻· 嚴韻·凡韻      | 엄, 염     | 업, 엽     |
| 深攝   | 深攝                      | 임         | 입         |
| 山攝   | 寒韻·桓韻· 山韻·刪韻      | 안         | 알         |
| 山攝   | 仙韻·先韻·元韻            | 언, 연 ,원 | 얼, 열, 월 |
| 臻攝   | 痕韻                      | ᄋᆞᆫ, 은     | 을         |
| 臻攝   | 魂韻                      | 온         | ᄋᆞᆯ, 올     |
| 臻攝   | 眞韻                      | 인         | 일         |
| 宕攝   | 宕攝                      | 앙         | 악         |
| 江攝   | 江攝                      | 앙, 양     | 악, 약     |
| 曾攝   | 曾攝                      | 응, 읭     | 윽, 읙     |
| 梗攝   | 庚韻·耕韻                 | ᄋᆡᆼ, 읭     | ᄋᆡᆨ, 읙     |
| 梗攝   | 清韻·青韻                 | 영         | 역         |
| 通攝   | 通攝                      | 옹         | 옥         |

아래에 그 특징에 대해 개관한다.

#### 운미 자음
한국 한자음에서는 중고음의 여섯 가지 자음 운미(韻尾) [m], [n], [ŋ], [p̚], [t̚], [k̚] 가 유지되어 있다. 다만 중고음의 입성 [t̚]은 [ɺ]를 거쳐 현대 한국 한자음의 [l]로 나타난다. 이 현상은 고대 한국어에서 이미 있었던 것으로 추정된다. 가령 5세기경의 인명인 『삼국사기·박제상전』의 '毛末'이 『일본서기·신공기』에서는 '毛麻利叱智'로 나타나 '末:麻利'의 대응을 보이는 것과 신라의 관직명 '奈末'이 『일본서기』에서 '奈麻禮'로 나타나는 것 등이 그것이다.
중고음 운미 대응례(중고음 재구는 鄭張尙芳(2003)에 의거)
- m운미: 監 kˠam 감
- n운미: 間 kˠɛn 간
- ŋ운미: 江 kˠʌŋ 강
- p운미: 甲 kˠap 갑
- t운미: 渴 gɨɛt 갈
- k운미: 各 kɑk 각

#### 개음
모음의 개합(開合) 즉 개음(介音) [w]의 반영 양상은 성모 종류에 따라 다르다. 아음, 치음, 후음에서는 원칙적으로 개음 [w] 이 반영되고 설음에서는 반영되지 않는다.
- 果 과(아음), 坐 좌(치음), 話 화(후음)
- 墮 타(설음)

모음의 직요(直拗) 즉 개음 [i]는 많은 경우 반영된다.
일부 한자음에서는 중뉴(重紐)가 반영되어 있다. 예를 들어 止攝 각 운, 仙韻 등은 개음 [i] 가 있는 경우와 개음 [ɪ] 가 있는 경우에서 한자음이 다르다. 중뉴 차이는 아음과 후음에서 반영되며 순음에서는 반영되지 않는다.
- 伊(脂韻重紐四等) 이 ― 懿(脂韻重紐三等) 의
- 遣(仙韻重紐四等) 견 ― 件(仙韻重紐三等) 건

이와 같은 차이는 현대 중국어와 현대의 일본 한자음에서는 없어졌다.

### 성조
중고음의 성조와 중세 한국어 한자음의 높낮이 악센트를 비교해 보면 중고음의 평성이 중세 한국어의 저조(평성)에 대강 대응하며 입성은 고조(거성)에 대강 대응한다. 그러나 상성과 거성은 중세 한국어에서 고조(거성) 또는 저고조(상성)로 나타나 그 대응 관계가 뚜렷하지 않다.

### 한국 한자음의 모태음
한국 한자음이 중국의 어느 시대 소리에 뿌리가 있는지에 대해서는 여태까지 여러 연구자들이 가설을 제창해 왔다. 한자음의 최신 연구인 伊藤智ゆき(2007)에서는 상고음(上古音)설, 절운(切韻)음설, 당나라 시대 장안(長安)음설, 송나라 시대 개봉(開封)음설 등을 검토하여 구체적으로 한정하기는 어렵다고 하면서도 당나라 시대 장안음이 한국 한자음의 뿌리가 되었을 가능성이 높다고 결론짓고 있다.

## 참고 문헌
- 姜信沆(2003) “韓漢音韻史硏究”, 태학사 ISBN 89-7626-867-9
- 이돈주(2003) “韓中漢字音硏究”, 태학사 ISBN 89-7626-825-3
- 伊藤智ゆき(2007) “朝鮮漢字音研究”, 汲古書院 ISBN 978-4-7629-2825-3
- 河野六郎(1979) ‘朝鮮漢字音の研究’, “河野六郎著作集2”, 平凡社
- 鄭張尙芳(2003) “上古音系”, 上海敎育出版社 ISBN 7532092445